# Brachyphylla
Brachyphylla là một chi động vật có vú trong họ Dơi mũi lá, bộ Dơi. Chi này được Gray miêu tả năm 1833. Loài điển hình của chi này là Brachyphylla cavernarum Gray, 1834.

## Các loài
Chi này gồm các loài: